# Mato Rico
Mato Rico är en kommun i Brasilien.   Den ligger i delstaten Paraná, i den södra delen av landet, 1 100 km söder om huvudstaden Brasília. Antalet invånare är 3 822.
I omgivningarna runt Mato Rico växer huvudsakligen savannskog. Runt Mato Rico är det glesbefolkat, med 10 invånare per kvadratkilometer.